# Craig Baird
Craig Baird, född den 22 juli 1970 i Hamilton, Nya Zeeland, är en nyzeeländsk racerförare.

## Racingkarriär
Baird tävlade i formel Pacific hemma i Nya Zeeland, där han vann titeln 1991, 1992 och 1993, men hade inte pengar för att ta steget till Europas juniorklasser, utan valde istället att satsa på standardvagnsracing. Han blev mästare i det nyzeeländska mästerskapet 1995, 1996 och 1997, vilket gjorde att han hade vunnit vartenda mästerskap han hade ställt upp i som 27-åring. 1997 bröts inte oväntat sviten, när han tog steget till grannlandet Australiens standardvagnsserie ASTC. Han gjorde dock ett stabilt jobb och slutade åtta totalt i tabellen. 1998 gick Baird till BTCC och Storbritannien, där han slutade på en tjugonde plats i mästerskapet för Ford, vilket var en besvikelse för den dittills så framgångsrike Baird. Han satsade därefter på V8 Supercar, där han blev 15:e 2000, men annars inte hade några större framgångar i. Hans enda omgångspallplats kom i debuttävlingen. Hans fulltidskarriär i serien tog slut efter 2005, men han har därefter fortsatt att vinna titlar i diverse serier, bland annat fem gånger i australiska Porsche Carrera Cup; 2006, 2008, 2011, 2012 och 2013. Baird hade till och med 2008 vunnit totalt 12 titlar i karriären, och med sina 32 segrar under säsongen 2008 i diverse kategorier var han den förare i världen som vann flest officiella biltävlingar det året.